# 苫田郡
- 令制国一覧 > 山陽道 > 美作国 > 苫田郡
- 日本 > 中国地方 > 岡山県 > 苫田郡

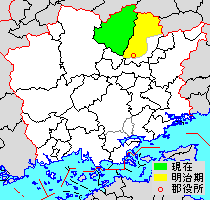
岡山県苫田郡の位置（緑：鏡野町）

苫田郡（とまたぐん）は、岡山県（美作国）の郡。
人口11,281人、面積419.68km²、人口密度26.9人/km²。（2025年2月1日、推計人口）
以下の1町を含む。
- 鏡野町（かがみのちょう）

## 郡域
1900年（明治33年）に行政区画として発足した当時の郡域は、上記1町のほか、津山市の大部分（吉井川以南・加茂川以東・津川川以南を除く）にあたる。

## 歴史

### 苫田郡（第1次）
713年（和銅6年）に初見、863年（貞観5年）に苫西郡・苫東郡に分割された。その後、中世に苫西郡が西西条郡・西北条郡に、苫東郡が東南条郡・東北条郡にそれぞれ分割されて近世に至る。

### 苫田郡（第2次）
- 明治33年（1900年）4月1日 - 郡制の施行により、西西条郡・西北条郡・東南条郡・東北条郡の区域をもって発足。以下の町村が所属。郡役所が津山町に設置。同日、東南条郡津山東町（第1次）が津山町に編入。（1町30村）
  - 旧・西西条郡（13村） - 二宮村、院庄村（現・津山市）、芳野村、郷村、大野村、小田村、中谷村、富村、久田村、泉村、羽出村、奥津村、上齋原村（現・鏡野町）
  - 旧・西北条郡（1町5村） - 津山町、西苫田村、一宮村、田邑村（現・津山市）、香々美南村、香々美北村（現・鏡野町）
  - 旧・東南条郡（4村） - 林田村、高野村、東苫田村、東一宮村（現・津山市）
  - 旧・東北条郡（8村） - 神庭村、高倉村、高田村、加茂村、西加茂村、東加茂村、上加茂村、阿波村（現・津山市）
- 大正12年（1923年）4月1日
  - 郡会が廃止。郡役所は存続。
  - 林田村が町制施行・改称して津山東町（第2次）となる。（2町29村）
- 大正13年（1924年）7月1日 - 加茂村が町制施行して加茂町となる。（3町28村）
- 大正15年（1926年）7月1日 - 郡役所が廃止。以降は地域区分名称となる。
- 昭和4年（1929年）2月11日 - 津山町・津山東町・西苫田村・二宮村・院庄村が久米郡福岡村と合併して津山市が発足し、郡より離脱。（1町25村）
- 昭和16年（1941年）2月11日 - 東苫田村が津山市に編入。（1町24村）
- 昭和17年（1942年）5月27日 - 加茂町・西加茂村・東加茂村が合併し、改めて加茂町が発足。（1町22村）
- 昭和26年（1951年）
  - 1月1日 - 加茂町の一部（旧・加茂町）が分立して新加茂町が発足。（2町22村）
  - 4月1日 - 一宮村・東一宮村が合併し、改めて一宮村が発足。（2町21村）
- 昭和27年（1952年）11月10日 - 芳野村・大野村・小田村・中谷村・香々美南村・香々美北村が合併して鏡野町が発足。（3町15村）
- 昭和29年（1954年）
  - 4月1日 - 加茂町・新加茂町・上加茂村が合併し、改めて加茂町が発足。（2町14村）
  - 7月1日 - 田邑村・一宮村・高田村・神庭村・高倉村・高野村が津山市に編入。（2町8村）
- 昭和30年（1955年）
  - 1月1日 - 郷村が鏡野町に編入。（2町7村）
  - 3月31日 - 泉村・久田村が合併して苫田村が発足。（2町6村）
- 昭和34年（1959年）4月1日 - 苫田村・羽出村・奥津村が合併して奥津町が発足。（3町3村）
- 平成17年（2005年）
  - 2月28日 - 加茂町・阿波村が津山市に編入。（2町2村）
  - 3月1日 - 富村・奥津町・上齋原村・鏡野町が合併し、改めて鏡野町が発足。（1町）

### 変遷表
| 明治33年4月1日 | 明治33年4月1日 | 明治33年 - 大正15年          | 昭和1年 - 昭和20年           | 昭和21年 - 昭和28年     | 昭和29年 - 昭和30年         | 昭和30年 - 昭和63年   | 平成1年 - 現在               | 現在   |
| -------------- | -------------- | ---------------------------- | ---------------------------- | ----------------------- | --------------------------- | --------------------- | ---------------------------- | ------ |
| 旧西北条郡     | 津山町         | 津山町                       | 昭和4年2月11日 津山市        | 津山市                  | 津山市                      | 津山市                | 津山市                       | 津山市 |
| 旧西北条郡     | 西苫田村       | 西苫田村                     | 昭和4年2月11日 津山市        | 津山市                  | 津山市                      | 津山市                | 津山市                       | 津山市 |
| 旧西西条郡     | 二宮村         | 二宮村                       | 昭和4年2月11日 津山市        | 津山市                  | 津山市                      | 津山市                | 津山市                       | 津山市 |
| 旧西西条郡     | 院庄村         | 院庄村                       | 昭和4年2月11日 津山市        | 津山市                  | 津山市                      | 津山市                | 津山市                       | 津山市 |
| 旧東南条郡     | 林田村         | 大正12年4月1日 改称 津山東町 | 昭和4年2月11日 津山市        | 津山市                  | 津山市                      | 津山市                | 津山市                       | 津山市 |
| 旧東南条郡     | 東苫田村       | 東苫田村                     | 昭和16年2月11日 津山市に編入 | 津山市                  | 津山市                      | 津山市                | 津山市                       | 津山市 |
| 旧東南条郡     | 高野村         | 高野村                       | 高野村                       | 高野村                  | 昭和29年7月1日 津山市に編入 | 津山市                | 津山市                       | 津山市 |
| 旧東南条郡     | 東一宮村       | 東一宮村                     | 東一宮村                     | 昭和26年4月1日 一宮村   | 昭和29年7月1日 津山市に編入 | 津山市                | 津山市                       | 津山市 |
| 旧西北条郡     | 一宮村         | 一宮村                       | 一宮村                       | 昭和26年4月1日 一宮村   | 昭和29年7月1日 津山市に編入 | 津山市                | 津山市                       | 津山市 |
| 旧西北条郡     | 田邑村         | 田邑村                       | 田邑村                       | 田邑村                  | 昭和29年7月1日 津山市に編入 | 津山市                | 津山市                       | 津山市 |
| 旧東北条郡     | 神庭村         | 神庭村                       | 神庭村                       | 神庭村                  | 昭和29年7月1日 津山市に編入 | 津山市                | 津山市                       | 津山市 |
| 旧東北条郡     | 高倉村         | 高倉村                       | 高倉村                       | 高倉村                  | 昭和29年7月1日 津山市に編入 | 津山市                | 津山市                       | 津山市 |
| 旧東北条郡     | 高田村         | 高田村                       | 高田村                       | 高田村                  | 昭和29年7月1日 津山市に編入 | 津山市                | 津山市                       | 津山市 |
| 旧東北条郡     | 加茂村         | 大正13年7月1日 加茂町        | 昭和17年5月27日 加茂町       | 昭和26年1月1日 新加茂町 | 昭和29年4月1日 加茂町       | 加茂町                | 平成17年2月28日 津山市に編入 | 津山市 |
| 旧東北条郡     | 西加茂村       | 西加茂村                     | 昭和17年5月27日 加茂町       | 加茂町                  | 昭和29年4月1日 加茂町       | 加茂町                | 平成17年2月28日 津山市に編入 | 津山市 |
| 旧東北条郡     | 東加茂村       | 東加茂村                     | 昭和17年5月27日 加茂町       | 加茂町                  | 昭和29年4月1日 加茂町       | 加茂町                | 平成17年2月28日 津山市に編入 | 津山市 |
| 旧東北条郡     | 上加茂村       | 上加茂村                     | 上加茂村                     | 上加茂村                | 昭和29年4月1日 加茂町       | 加茂町                | 平成17年2月28日 津山市に編入 | 津山市 |
| 旧東北条郡     | 阿波村         | 阿波村                       | 阿波村                       | 阿波村                  | 阿波村                      | 阿波村                | 平成17年2月28日 津山市に編入 | 津山市 |
| 旧西北条郡     | 香々美北村     | 香々美北村                   | 香々美北村                   | 昭和27年11月10日 鏡野町 | 鏡野町                      | 鏡野町                | 平成17年3月1日 鏡野町        | 鏡野町 |
| 旧西北条郡     | 香々美南村     | 香々美南村                   | 香々美南村                   | 昭和27年11月10日 鏡野町 | 鏡野町                      | 鏡野町                | 平成17年3月1日 鏡野町        | 鏡野町 |
| 旧西西条郡     | 芳野村         | 芳野村                       | 芳野村                       | 昭和27年11月10日 鏡野町 | 鏡野町                      | 鏡野町                | 平成17年3月1日 鏡野町        | 鏡野町 |
| 旧西西条郡     | 大野村         | 大野村                       | 大野村                       | 昭和27年11月10日 鏡野町 | 鏡野町                      | 鏡野町                | 平成17年3月1日 鏡野町        | 鏡野町 |
| 旧西西条郡     | 小田村         | 小田村                       | 小田村                       | 昭和27年11月10日 鏡野町 | 鏡野町                      | 鏡野町                | 平成17年3月1日 鏡野町        | 鏡野町 |
| 旧西西条郡     | 中谷村         | 中谷村                       | 中谷村                       | 昭和27年11月10日 鏡野町 | 鏡野町                      | 鏡野町                | 平成17年3月1日 鏡野町        | 鏡野町 |
| 旧西西条郡     | 郷村           | 郷村                         | 郷村                         | 郷村                    | 昭和30年1月1日 鏡野町に編入 | 鏡野町                | 平成17年3月1日 鏡野町        | 鏡野町 |
| 旧西西条郡     | 奥津村         | 奥津村                       | 奥津村                       | 奥津村                  | 奥津村                      | 昭和34年4月1日 奥津町 | 平成17年3月1日 鏡野町        | 鏡野町 |
| 旧西西条郡     | 久田村         | 久田村                       | 久田村                       | 久田村                  | 昭和30年3月31日 苫田村      | 昭和34年4月1日 奥津町 | 平成17年3月1日 鏡野町        | 鏡野町 |
| 旧西西条郡     | 泉村           | 泉村                         | 泉村                         | 泉村                    | 昭和30年3月31日 苫田村      | 昭和34年4月1日 奥津町 | 平成17年3月1日 鏡野町        | 鏡野町 |
| 旧西西条郡     | 羽出村         | 羽出村                       | 羽出村                       | 羽出村                  | 羽出村                      | 昭和34年4月1日 奥津町 | 平成17年3月1日 鏡野町        | 鏡野町 |
| 旧西西条郡     | 富村           | 富村                         | 富村                         | 富村                    | 富村                        | 富村                  | 平成17年3月1日 鏡野町        | 鏡野町 |
| 旧西西条郡     | 上齋原村       | 上齋原村                     | 上齋原村                     | 上齋原村                | 上齋原村                    | 上齋原村              | 平成17年3月1日 鏡野町        | 鏡野町 |

## 行政
歴代郡長
| 代 | 氏名 | 就任年月日               | 退任年月日                | 備考                   |
| -- | ---- | ------------------------ | ------------------------- | ---------------------- |
| 1  |      | 明治33年（1900年）4月1日 |                           |                        |
|    |      |                          | 大正15年（1926年）6月30日 | 郡役所廃止により、廃官 |